# United Newland Crusaders 2022
Questa voce raccoglie le informazioni riguardanti gli United Newland Crusaders nelle competizioni ufficiali della stagione 2022.

## Vaahteraliiga 2022

### Stagione regolare
| Helsinki 20 maggio 2022, ore 18:30 2ª giornata | Helsinki Wolverines | 45 – 6 (17-0 14-0 14-0 0-6) referto | United Newland Crusaders | Velodromo di Helsinki (228 spett.)\| Arbitro: \| V. Lamminsalo \| |
| Arbitro:                                       | V. Lamminsalo       |                                     |                          |                                                                   |

| Lohja 26 maggio 2022, ore 18:30 3ª giornata | United Newland Crusaders | 6 – 42 (0-0 0-14 6-14 0-14) referto | Helsinki Roosters | Harjun kenttä (266 spett.)\| Arbitro: \| V. Lamminsalo \| |
| Arbitro:                                    | V. Lamminsalo            |                                     |                   |                                                           |

| Porvoo 2 giugno 2022, ore 18:30 4ª giornata | Porvoon Butchers | 35 – 20 (7-13 14-7 7-0 7-0) referto | United Newland Crusaders | Porvoon Keskuskenttä (250 spett.)\| Arbitro: \| V. Lamminsalo \| |
| Arbitro:                                    | V. Lamminsalo    |                                     |                          |                                                                  |

| Kuopio 18 giugno 2022, ore 16:30 6ª giornata | Kuopio Steelers | 82 – 12 (21-0 28-6 17-0 16-6) referto | United Newland Crusaders | Väinölänniemen stadion (305 spett.)\| Arbitro: \| Janhuba \| |
| Arbitro:                                     | Janhuba         |                                       |                          |                                                              |

| Helsinki 30 giugno 2022, ore 18:30 7ª giornata | Helsinki Roosters | 42 – 28 (7-14 9-7 19-7 7-0) referto | United Newland Crusaders | Velodromo di Helsinki (325 spett.)\| Arbitro: \| M. Makarainen \| |
| Arbitro:                                       | M. Makarainen     |                                     |                          |                                                                   |

| Lohja 8 luglio 2022, ore 18:30 8ª giornata | United Newland Crusaders | 28 – 9 (0-2 0-7 14-0 14-0) referto | Kotka Eagles | Harjun kenttä (244 spett.)\| Arbitro: \| Janhuba \| |
| Arbitro:                                   | Janhuba                  |                                    |              |                                                     |

| Lohja 15 luglio 2022, ore 18:30 9ª giornata | United Newland Crusaders | 0 – 54 (0-17 0-14 0-21 0-2) referto | Seinäjoki Crocodiles | Harjun kenttä (154 spett.)\| Arbitro: \| Toijala \| |
| Arbitro:                                    | Toijala                  |                                     |                      |                                                     |

| Lohja 22 luglio 2022, ore 18:30 10ª giornata | United Newland Crusaders | 8 – 71 (0-7 0-23 0-14 8-27) referto | Kuopio Steelers | Harjun kenttä (137 spett.)\| Arbitro: \| Toijala \| |
| Arbitro:                                     | Toijala                  |                                     |                 |                                                     |

| Seinäjoki 29 luglio 2022, ore 18:30 11ª giornata | Seinäjoki Crocodiles | 41 – 6 (14-0 14-0 13-6 0-0) referto | United Newland Crusaders | Wirokit Stadion (448 spett.)\| Arbitro: \| M. Makarainen \| |
| Arbitro:                                         | M. Makarainen        |                                     |                          |                                                             |

| Kotka 5 agosto 2022, ore 18:30 12ª giornata | Kotka Eagles  | 13 – 29 (6-9 7-7 0-0 0-13) referto | United Newland Crusaders | Karhulan keskuskenttä (410 spett.)\| Arbitro: \| M. Makarainen \| |
| Arbitro:                                    | M. Makarainen |                                    |                          |                                                                   |

| Lohja 12 agosto 2022, ore 18:30 13ª giornata | United Newland Crusaders | 42 – 49 (7-14 21-14 7-7 8-14) referto | Porvoon Butchers | Harjun kenttä (250 spett.)\| Arbitro: \| Janhuba \| |
| Arbitro:                                     | Janhuba                  |                                       |                  |                                                     |

| Lohja 25 agosto 2022, ore 18:30 15ª giornata | United Newland Crusaders | 20 – 34 (7-7 0-13 7-7 6-7) referto | Helsinki Wolverines | Harjun kenttä (136 spett.)\| Arbitro: \| V. Lamminsalo \| |
| Arbitro:                                     | V. Lamminsalo            |                                    |                     |                                                           |

## Statistiche di squadra
| Competizione      | %Vittorie | In casa | In casa | In casa | In casa | In casa | In casa | In trasferta | In trasferta | In trasferta | In trasferta | In trasferta | In trasferta | Totale | Totale | Totale | Totale | Totale | Totale |
| Competizione      | %Vittorie | G       | V       | N       | P       | Pf      | Ps      | G            | V            | N            | P            | Pf           | Ps           | G      | V      | N      | P      | Pf     | Ps     |
| ----------------- | --------- | ------- | ------- | ------- | ------- | ------- | ------- | ------------ | ------------ | ------------ | ------------ | ------------ | ------------ | ------ | ------ | ------ | ------ | ------ | ------ |
| Stagione regolare | .167      | 6       | 1       | 0       | 5       | 104     | 259     | 6            | 1            | 0            | 5            | 101          | 258          | 12     | 2      | 0      | 10     | 205    | 517    |
| Totale            | .167      | 6       | 1       | 0       | 5       | 104     | 259     | 6            | 1            | 0            | 5            | 101          | 258          | 12     | 2      | 0      | 10     | 205    | 517    |

## Statistiche personali

### Marcatori
| Giocatore      | Ruolo | TD rush | TD recv | TD int | TD p.ret | TD k.ret | TD oth | Xp1 | Xp2 | FG | Saf | Totale |
| -------------- | ----- | ------- | ------- | ------ | -------- | -------- | ------ | --- | --- | -- | --- | ------ |
| N. Corpening   |       | 0       | 10      | 0      | 0        | 0        | 2      | 0   | 1   | 0  | 1   | 76     |
| Castagno Úbeda |       | 0       | 4       | 0      | 0        | 0        | 0      | 10  | 0   | 0  | 0   | 34     |
| David          |       | 0       | 5       | 0      | 0        | 0        | 0      | 0   | 1   | 0  | 0   | 32     |
| Johnson        |       | 0       | 5       | 0      | 0        | 0        | 0      | 0   | 1   | 0  | 0   | 32     |
| B.-W. Tchiyoko |       | 0       | 2       | 0      | 0        | 0        | 0      | 0   | 0   | 0  | 0   | 12     |
| T. Lintunen    |       | 0       | 0       | 0      | 0        | 0        | 0      | 6   | 0   | 0  | 0   | 6      |
| Netter         |       | 1       | 0       | 0      | 0        | 0        | 0      | 0   | 0   | 0  | 0   | 6      |
| R. Nilsen      |       | 1       | 0       | 0      | 0        | 0        | 0      | 0   | 0   | 0  | 0   | 6      |
| S. Bolzoni     |       | 0       | 0       | 0      | 0        | 0        | 0      | 1   | 0   | 0  | 0   | 1      |

### Passer rating
| Giocatore      | G  | Att | Comp | Int | Yds  | TD | NFL   | NCAA   |
| -------------- | -- | --- | ---- | --- | ---- | -- | ----- | ------ |
| Netter         | 12 | 353 | 180  | 17  | 2512 | 30 | 82,49 | 129,18 |
| M. Salib       | 2  | 3   | 1    | 0   | -5   | 0  |       |        |
| Johnson        | 1  | 2   | 1    | 0   | 7    | 0  |       |        |
| Castagno Úbeda | 1  | 1   | 0    | 0   | 0    | 0  |       |        |
| N. Corpening   | 2  | 1   | 1    | 0   | 3    | 0  |       |        |